# Raymond Saw Po Ray
Raymond Saw Po Ray (* 11. August 1948 in Mergui; † 6. Januar 2025) war ein myanmarischer Geistlicher und römisch-katholischer Bischof von Mawlamyine.

## Leben
Raymond Saw Po Ray empfing am 13. April 1975 das Sakrament der Priesterweihe. Er war Pfarrer von Hpa-an (1975–1976) und Regens des Knabenseminars St. Joseph Minor in Pago (1976–1979). Von 1979 bis 1982 absolvierte er weitere Studien am St. Joseph Seminary in New York. Nach seiner Rückkehr nach Myanmar war er von 1982 bis 1987 Professor für Moraltheologie am St. Joseph Catholic Major Seminary, Yangon. 
Am 3. Juli 1987 ernannte ihn Papst Johannes Paul II. zum Titularbischof von Buffada und bestellte ihn zum Weihbischof in Yangon. Der Erzbischof von Rangoon, Gabriel Thohey Mahn-Gaby, spendete ihm am 8. Dezember desselben Jahres die Bischofsweihe; Mitkonsekratoren waren der Bischof von Myitkyina, Paul Zingtung Grawng, und der Bischof von Taunggyi, Matthias U Shwe. Am 22. März 1993 ernannte ihn Johannes Paul II. zum Bischof von Mawlamyine.
Papst Franziskus nahm am 31. Mai 2023 das von Raymond Saw Po Ray vorgebrachte Rücktrittsgesuch an.